# Hiệp ước Aix-la-Chapelle (1748)
Hiệp ước Aix-la-Chapelle (tiếng Pháp: Traité d'Aix-la-Chapelle) được ký kết năm 1748, đôi khi được gọi là Hiệp ước Aachen (tiếng Đức: Friede von Aachen), nó đã kết thúc Chiến tranh Kế vị Áo, sau một đại hội được tập hợp vào ngày 24 tháng 4 năm 1748 tại Thành bang đế chế Aachen thuộc Đế chế La Mã Thần thánh.
Hai đối thủ chính trong cuộc chiến là Vương quốc Anh và Vương quốc Pháp đã mở cuộc đàm phán hòa bình tại thành phố Breda của Hà Lan vào năm 1746. Thỏa thuận bị trì hoãn do người Anh hy vọng cải thiện vị thế của mình; khi điều này không xảy ra, một dự thảo hiệp ước đã được thống nhất vào ngày 30 tháng 4 năm 1748. Một phiên bản cuối cùng được ký kết vào ngày 18 tháng 10 năm 1748 bởi Anh, Pháp và Cộng hòa Hà Lan.
Các điều khoản sau đó được đưa ra cho những nhà nước tham chiến khác, những người có thể chấp nhận chúng hoặc tự mình tiếp tục cuộc chiến. Quân chủ Habsburg, Tây Ban Nha và Sardinia không có lựa chọn nào khác ngoài việc tuân thủ và ký riêng. Công quốc Modena và Cộng hòa Genova gia nhập vào ngày 21 tháng 1 năm 1749.
Hiệp ước phần lớn không giải quyết được các vấn đề gây ra chiến tranh, trong khi hầu hết các bên ký kết đều không hài lòng với các điều khoản. Maria Theresa phẫn nộ với việc Quân chủ Habsburg bị loại khỏi cuộc đàm phán và đổ lỗi cho Anh đã buộc bà phải chấp nhận nhượng bộ, trong khi các chính trị gia Anh cảm thấy họ nhận được rất ít lợi ích từ các khoản trợ cấp tài chính trả cho bà. Những vấn đề này, kết hợp với các yếu tố khác, đã dẫn đến việc tái tổ chức chiến lược được gọi là Cách mạng Ngoại giao, và sự bùng nổ của Chiến tranh Bảy năm vào năm 1756.